# GNU 헬스
GNU 헬스(GNU Health)는 자유 소프트웨어 건강 및 병원정보시스템으로, 공중보건 및 사회 의학에 중점을 두고 있다. 기능에는 전자의무기록 및 실험실 정보 관리 시스템 관리가 포함된다.
이 시스템은 멀티 플랫폼을 지원하도록 설계되었으며, 서버 측에서 리눅스 배포판 및 FreeBSD를 지원한다. 데이터베이스 엔진으로 PostgreSQL을 사용한다. 파이썬으로 작성되었으며, Tryton 프레임워크를 구성 요소 중 하나로 사용한다.
GNU 헬스는 유엔 대학교에 채택되었다. 2011년에는 GNU 공식 패키지가 되었다. 자유 소프트웨어 재단에서 매사추세츠 대학교 보스턴의 LibrePlanet 2012에서 사회적 이익을 위한 최우수 프로젝트 상을 수상했다.
GNU 헬스는 자유 소프트웨어를 통해 보건 및 교육 분야에서 활동하는 비영리 비정부 기구(NGO)인 GNU Solidario의 프로젝트이다.

## 역사
GNU 헬스는 2008년 루이스 팔콘이 농촌 지역의 보건 증진 및 질병 예방을 위한 프로젝트로 시작했다. 초기 이름은 메디컬(Medical)이었다. 그 이후 다학제적인 국제 기여 팀과 함께 병원 정보 시스템으로 발전했다.
2011년 8월, 리처드 스톨먼은 GNU 헬스를 공식 GNU 패키지로 선언했다. 이에 따라 개발 환경은 소스포지에서 GNU 사바나(GNU Savannah)로 이전되었다.

## 사용법
GNU 헬스는 의료 기관과 정부를 대상으로 하며, 일상적인 임상 업무를 처리하고, 자원을 관리하며, 공중보건을 개선하는 기능을 제공한다.

## 기능
GNU 헬스는 커널을 중심으로 모듈형 접근 방식을 사용하며, 의료 센터의 요구 사항을 충족하기 위해 다양한 기능을 포함할 수 있다. 주요 패키지 중 일부는 다음과 같다.
| 패키지                     | 기능 |
| -------------------------- | --- |
| Health                     | 핵심 패키지. 인구 통계, 환자, 평가, 건강 센터, 진료 예약, 예방 접종, 의약품, 건강 상태, 보건 전문가 및 기타 핵심 모델과 기능을 포함한다.    |
| Accounting                 | 회계 기능: 계정과목표, 총계정원장, 송장 처리, 현금 출납장 등.                                                                               |
| Pediatrics                 | 소아과를 위한 주요 패키지 (신생아 정보 및 소아 심리 사회 평가 포함).                                                                        |
| Pediatric Growth Charts    | 세계보건기구 백분위수 및 z-점수 차트를 포함한다.                                                                                            |
| Gynecology and Obstetrics  | 부인과, 산과, 주산기 및 산후 평가 및 병력.                                                                                                  |
| Lifestyle                  | 신체 운동, 식단, 약물 중독, 국립약물남용연구소 (NIDA) 오락용 약물 데이터베이스, Henningfield 등급, 성생활, 위험 요인, 가정 안전, 아동 안전. |
| Genetics                   | 개인 유전 정보 및 가족력. NCBI/GeneCards에서 4200개 이상의 "질병 유전자"를 포함한다.                                                        |
| Genetics Uniprot           | 인간 단백질 자연 변이 및 표현형에 대한 UniProt 데이터베이스.                                                                                |
| Lab                        | 실험실 정보 관리 시스템 기능. |
| Socioeconomics             | 교육, 직업, 생활 조건, 적대적 지역, 아동 노동 및 매춘 등에 대한 평가 및 병력.                                                               |
| Inpatient                  | 입원, 침상, 수술실 관리. 입원 환자 치료 및 간호 계획.                                                                                       |
| Surgery                    | 수술 전 체크리스트, 시술, 수술실, 환자 수술 병력.                                                                                           |
| Services                   | 환자를 위한 건강 관련 서비스를 그룹화한다. 선택된 서비스에 대한 송장 발행 및 청구도 허용한다.                                               |
| Calendar                   | CalDAV 및 WebDAV 서버. 진료 예약, 입원, 침상 및 기타 자원을 관리한다.                                                                       |
| QR Codes                   | 사람, 환자 및 실험실 주문 식별을 위한 QR 코드를 포함한다.                                                                                   |
| History                    | 환자 인구 통계 및 병력 보고서. 전자의무기록 (EHR)                                                                                           |
| MDG6                       | 밀레니엄 개발 목표 6: 말라리아, 결핵 및 HIV/AIDS 퇴치를 위한 기능.                                                                          |
| Reporting                  | 인구 통계, 역학 및 건강 센터 관련 정보. |
| Nursing                    | 간호 기능. 환자 회진, 약물 투여 및 시술. |
| ICU                        | 기본적인 중환자실 평가, 병력 및 환자 관리.                                                                                                  |
| Stock                      | 약국 및 위치 재고 관리. 의료 시술 시 자동 재고 이동 생성.                                                                                   |
| NTD                        | 소외열대질환을 다루기 위한 기본 모듈. |
| NTD Chagas                 | 샤가스병의 벡터 제어, 진단 및 관리를 위한 NTD 서브 모듈.                                                                                    |
| NTD Dengue                 | 뎅기열의 벡터 제어, 진단 및 관리를 위한 NTD 서브 모듈.                                                                                      |
| Imaging                    | 진단 영상 주문 관리 기능. |
| Orthanc                    | Orthanc PACS 서버와의 통합을 위한 모듈. |
| Federation                 | GNU Health Federation과의 통합. |
| Crypto                     | 해시 함수를 통한 문서 요약/기록 무결성 검사 지원; 디지털 서명 및 GNU 프라이버시 가드 플러그인.                                              |
| Archives                   | 기존 또는 종이 기반 환자 건강 기록을 추적하는 기능.                                                                                         |
| Ophthalmology              | 기본적인 안과 및 검안 기능. |
| Functioning and Disability | WHO International Classification of Functioning, Disability and Health 및 라오스 의료 재활 센터를 기반으로 한다.                            |
| ICD9 Vol 3                 | WHO ICD-9-CM Volume 3 procedure codes. |
| ICD10                      | WHO ICD-10 국제 질병 분류 - 10차 개정 |
| ICD11                      | WHO ICD-11 국제 질병 분류 - 11차 개정 |
| ICPM                       | WHO International Classification of Procedures in Medicine.                                                                                 |
| ICD10 PCS                  | Procedure Coding System 확장 |
| Insurance                  | 서비스 및 제품에 대한 보험 및 가격표 관리.                                                                                                  |
| EMS                        | 구급차 및 응급 관리 시스템. |
| 접촉자 추적                | 감염된 개인과 접촉했을 수 있는 사람들의 평가, 식별 및 후속 조치.                                                                            |

## 평가
- GNU 헬스는 WSIS 포럼 2013의 세계보건기구 세션 "여성 및 아동 건강 정보 및 책임 개선을 위한 ICT"에서 발표되었다.[6]
- GNU 헬스는 자유 소프트웨어 재단의 2011년 사회적 이익을 위한 프로젝트 상을 수상했다.[5]
- GNU 헬스는 PortalProgramas 2012, 2014, 2015년 가장 혁신적인 자유 소프트웨어 상[7]과 2012년 가장 큰 성장 잠재력을 가진 소프트웨어 상을 수상했다.[8]
- GNU 헬스는 Open Source Business Award 2016에서 Sonderpreis를 수상했다.[9][10]
- 2022년 4월, GNU 헬스는 디지털 공공재 등록부에 포함되었다.

## 프로젝트 이정표
- 2008년 10월 12일: Medical 프로젝트가 소스포지에 등록됨
- 2008년 11월 2일: Medical 버전 0.0.2가 소스포지에 출시됨
- 2010년 4월 15일: Medical이 브라질 정부 Portal do Software Público Brasileiro (SPB)에 등록됨
- 2010년 7월 31일: 프로젝트가 유럽 공동체 Open Source Observatory and Repository에 등록됨
- 2011년 4월 16일: Thymbra가 GNU 헬스를 NGO GNU Solidario에 이전함
- 2011년 4월 18일: Medical이 개발 환경을 OpenERP에서 Tryton 프레임워크로 전환함.[11][12]
- 2011년 6월 12일: 프로젝트 이름이 Medical에서 GNU 헬스로 변경됨.
- 2011년 8월 16일: Tryton 및 PostgreSQL을 지원하는 버전 1.3.0이 출시됨.
- 2011년 8월 26일: 리처드 스톨먼이 GNU 헬스를 공식 GNU 패키지로 선언함. 이 시점에 개발 포털은 소스포지에서 GNU Savannah로 이전됨.
- 2011년 10월 29일: GNU 헬스 v 1.4.1 출시. 이 버전은 PyPI에도 파이썬 모듈 세트로 포함됨.
- 2012년 6월 25일: 암스테르담에 공개 인터넷 GNU 헬스 데이터베이스 테스트 서버가 생성됨.
- 2013년 2월 9일: Tryton 2.6 및 안드로이드 클라이언트와 호환되는 버전 1.8.0 출시.
- 2013년 3월 18일: 중환자실 기능을 포함한 버전 1.8.1 출시.
- 2013년 7월 7일: 버전 2.0.0 출시. Tryton 2.8과 호환되며, 소외열대질환을 위한 새로운 모듈이 샤가스병부터 시작됨. 새로운 인구 통계 섹션 및 주거 단위 관리; 새로운 서버 설치 프로그램; 수술 모듈 개선 (ASA physical status classification system 및 Revised Cardiac Risk Index).
- 2013년 9월 22일: 버전 2.2.0 뎅기열 및 진단 영상 테스트 출시.
- 2013년 11월 14일: 버전 2.2.2 GNU Health Patchset 출시.
- 2014년 1월 27일: 버전 2.4.0 출시.
- 2014년 3월 22일: 오픈수세 13.1에 GNU Health 2.4 및 Tryton-Server 3.0.x를 포함한 GNU Health Live CD의 첫 출시. Live CD는 실제 GNU Health 및 데모 데이터베이스가 사전 설치된 즉시 실행 가능한 시스템을 제공한다.
- 2014년 7월 6일: 버전 2.6.0 출시. 문서 검증을 위한 해시 함수; 디지털 서명 및 GPG 통합이 추가됨.
- 2015년 2월 1일: 버전 2.8.0 출시. Tryton 3.4 호환성, 분산 환경을 위한 데이터 통합 및 동기화 기능, 범용 개인 고유 식별자(PUID) 및 범용 고유 식별자(UUID) 구현, HL7 FHIR 서버, 출생 및 사망 증명서, 향상된 암호화 기능 (GNU 프라이버시 가드 통합)이 추가됨.[13]
- 2016년 1월 11일: 버전 3.0.0 출시:[14] Tryton 3.8 호환성 (웹 클라이언트 지원 포함); WHO International Classification of Functioning, Disability and Health에서 영감을 받은 인원 기능 및 장애 모듈; 기본 안과 및 검안 기능, WHO ICD9 CM Volume 3 시술 코드
- 2017년 7월 2일: 3.2 시리즈 출시.[15] GNU Health HMIS 패키지는 이제 파이썬 3으로 작성됨. 향상된 유전 병력 및 인간 단백질 관련 조건에 대한 UniProt 패키지; 응급 관리 시스템; 보험 가격표; 실험실 및 서비스에 대한 향상된 암호화 모듈; GNU Health Federation 및 Thalamus[16] 초기 개발.
- 2017년 7월 26일: 오픈수세 Leap 42.3 출시와 함께 GNU Health 3.2가 표준 배포판의 일부가 됨. 이는 openQA를 사용한 자동화 테스트와 쉽고 스크립트 기반의 설치와 일치한다.[17]
- 2018년 11월 26일: GNU Health Federation. HMIS 노드용 버전 3.4
- 2019년 11월 10일: 버전 3.6 출시. Thalamus 및 GNU Health Federation Health Information 시스템과 인원 이벤트("Pages of Life") 통합. HIS 구성 요소에 대해 MongoDB에서 PostgreSQL로 마이그레이션. Orthanc DICOM 서버 통합. GNU Health 에코시스템의 모든 구성 요소는 Python3를 사용한다.
- 2021년 6월 24일: MyGNUHealth 개인 건강 기록 출시.[18]
- 2022년 4월 3일: GNU Health가 디지털 공공재 등록부에 포함됨.[19]

## GNUHealthCon
GNUHealthCon은 GNU Solidario가 주최하는 연례 컨퍼런스이다. 개발자, 구현자 및 커뮤니티 구성원이 3일 동안 직접 만날 수 있는 공간을 제공한다. 사회 의학, 기술 토론, 구현 사례 및 워크숍에 대한 세션이 포함된다.

## GNU 헬스 사회 의학상
GNU 헬스 사회 의학상 시상식은 GNUHealthCon의 일부이다. 이 상은 소외된 사람들의 삶을 개선하기 위해 헌신하는 개인과 조직의 역할을 인정한다. 개인, 조직 및 GNU Health 구현의 세 가지 수상 부문이 있다.
GNU 헬스 사회 의학상
| 연도 | 개인                     | 조직                                          | GNU 헬스 구현                                            |
| ---- | ------------------------ | --------------------------------------------- | -------------------------------------------------------- |
| 2016 | 리처드 스톨먼            | 적십자                                        | 라오스 의료 재활 센터 (CMR)                              |
| 2017 | 로레나 에네브랄          | 엔트레리오스 국립대학교                       | 비콥 의료 센터                                           |
| 2018 | 호세 카미네로 루나       | 토르 프로젝트                                 | 바피아 지구 병원                                         |
| 2019 | 에런 스워츠              | Animal Free Research UK                       | 자메이카 보건부                                          |
| 2020 | 앤절라 데이비스          | 프로악티바 오픈 암즈                          | 아르헨티나 디아만테 자치시                               |
| 2021 | 루나 레예스 세구라       | Physicians Committee for Responsible Medicine | 인솔아프리카                                             |
| 2022 | 테레시타 과달루페 칼치아 | 프란츠 베버 재단                              | 시루지아 솔리다리아                                      |
| 2023 | 세바스티앙 조도뉴        | 라이프니츠 하노버 대학교                      | Fundación Jérôme Lejeune Argentina                       |
| 2024 | 알렉산드라 엘바키안      | Sea-Eye                                       | Centre Médico Familial et Communautaire (CEMEFCO), Haiti |

## 같이 보기
- GNU Solidario
- GNU 프로젝트

## 기타 뉴스 및 기사
- 자메이카 보건부의 보건 정보학 웹페이지
- The Hindu 기사: 자유 소프트웨어로 더 저렴한 의료 서비스
- El País 기사, 2017년 11월 9일, 농촌 카메룬의 21세기 의료
- 비디오: MIT에서 루이스 팔콘의 GNU Health 강연 의료의 질 향상을 위한 글로벌 보건 정보학 과정. 2015년 2월
- 루이스 팔콘: 공중 보건 없이는 개발도 없다. La Provincia 기사, 2013년 7월 3일
- 공립 병원의 GNU Health. 엔트레리오스 보건부
- ALPI는 자유 소프트웨어: GNU Health 구현 덕분에 아르헨티나 의료 정보학의 선구자이다.[깨진 링크(과거 내용 찾기)]
- El Mundo 기사: "소프트웨어"로 건강 해방
- Linux Magazine 기사: 진행 중인 프로젝트
- 유엔 대학교의 GNU Health 보관됨 2015-10-19 - 웨이백 머신
- TechRepublic. 기부를 정말 필요로 하는 10가지 오픈 소스 프로젝트
- GNU Health는 건강 분야에서 사용되는 자유 소프트웨어이다. - Linux Magazine Brasil 2011년 10월 보관됨 2016-04-04 - 웨이백 머신
- 카메룬과 인도 의료 정보화를 위한 스페인 소프트웨어. 2020년 3월
- 의료 캠페인은 GNU Health, 오픈수세 사용. 2022년 10월
- 루이스 팔콘 박사 인터뷰, GNU Health, 의료 분야의 자유 소프트웨어. 2022년 11월
- GNU Health는 REUSE를 선택한다. FSFE 2022년 12월
- 건강 정책 개선을 위한 소프트웨어. 2023년 3월[깨진 링크(과거 내용 찾기)]
- La Vicuña는 사회 의학 및 자유 소프트웨어를 위한 협력 협정을 체결한다. 2023년 4월
- ADAV Weimar와 GNU Solidario는 아프가니스탄에서 GNU Health를 통한 원격 의료에 협력한다. 2023년 5월 보관됨 2023-05-25 - 웨이백 머신